# Anna Korakakiová
Anna Korakakiová (řecky Άννα Κορακάκη, * 8. dubna 1996 Drama) je reprezentantka Řecka ve sportovní střelbě, specialistka na pistolové disciplíny. Je členkou soluňského klubu Orion a studuje speciální pedagogiku na Makedonské univerzitě. Jejím trenérem je otec Tasos Korakakis, střeleckým reprezentantem Řecka je i její mladší bratr Dionysos Korakakis.
Na Letních olympijských hrách 2016 vyhrála soutěž ve střelbě ze sportovní pistole na 25 m a obsadila třetí místo na 10 m vzduchovou pistolí. Stala se tak první ženou v historii, která získala pro Řecko na jedné olympiádě více medailí. Je také stříbrnou medailistkou z Evropských her 2015, vítězkou Středomořských her 2018, mistryní světa ve vzduchové pistoli z roku 2018 a vicemistryní Evropy z roku 2019. V roce 2018 vytvořila světový rekord na 10 m vzduchová pistole nástřelem 587 bodů z 600 možných.